# Liga A (pallavolo maschile)
La Liga A, massima divisione del campionato belga, è una competizione pallavolistica per squadre di club belghe maschili, organizzata con cadenza annuale dalla FRBV.

## Edizioni
| Anno             | Podio             | Podio               | Podio               |
| Campione         | Seconda           | Terza               |                     |
| ---------------- | ----------------- | ------------------- | ------------------- |
| 1944-45 Dettagli | Léopold Club      | -                   | -                   |
| 1945-46 Dettagli | ASUB Bruxelles    | -                   | -                   |
| 1946-47 Dettagli | Gendarmerie Ecole | -                   | -                   |
| 1947-48 Dettagli | Gendarmerie Ecole | -                   | -                   |
| 1948-49 Dettagli | Ixelles SC        | -                   | -                   |
| 1949-50 Dettagli | Ixelles SC        | -                   | -                   |
| 1950-51 Dettagli | Ixelles SC        | -                   | -                   |
| 1951-52 Dettagli | Ixelles SC        | -                   | -                   |
| 1952-53 Dettagli | Ixelles SC        | -                   | -                   |
| 1953-54 Dettagli | Ixelles SC        | -                   | -                   |
| 1954-55 Dettagli | Ixelles SC        | -                   | -                   |
| 1955-56 Dettagli | Spartacus         | -                   | -                   |
| 1956-57 Dettagli | Spartacus         | -                   | -                   |
| 1957-58 Dettagli | Brabo             | -                   | -                   |
| 1958-59 Dettagli | Brabo             | -                   | -                   |
| 1959-60 Dettagli | Brabo             | -                   | -                   |
| 1960-61 Dettagli | Brabo             | -                   | -                   |
| 1961-62 Dettagli | Brabo             | -                   | -                   |
| 1962-63 Dettagli | Brabo             | -                   | -                   |
| 1963-64 Dettagli | Brabo             | -                   | -                   |
| 1964-65 Dettagli | Brabo             | -                   | -                   |
| 1965-66 Dettagli | Brabo             | -                   | -                   |
| 1966-67 Dettagli | Brabo             | -                   | -                   |
| 1967-68 Dettagli | Brabo             | -                   | -                   |
| 1968-69 Dettagli | Genk              | -                   | -                   |
| 1969-70 Dettagli | VC Anderlecht     | -                   | -                   |
| 1970-71 Dettagli | Rebels Lier       | -                   | -                   |
| 1971-72 Dettagli | Rebels Lier       | -                   | -                   |
| 1972-73 Dettagli | Rembert Torhout   | -                   | -                   |
| 1973-74 Dettagli | Rebels Lier       | -                   | -                   |
| 1974-75 Dettagli | Turnhout          | -                   | -                   |
| 1975-76 Dettagli | Turnhout          | -                   | -                   |
| 1976-77 Dettagli | Turnhout          | -                   | -                   |
| 1977-78 Dettagli | Kortrijk          | -                   | -                   |
| 1978-79 Dettagli | Kortrijk          | -                   | -                   |
| 1979-80 Dettagli | Ruisbroek         | -                   | -                   |
| 1980-81 Dettagli | Genk              | -                   | -                   |
| 1981-82 Dettagli | Kortrijk          | -                   | -                   |
| 1982-83 Dettagli | Kortrijk          | -                   | -                   |
| 1983-84 Dettagli | Kortrijk          | -                   | -                   |
| 1984-85 Dettagli | Kortrijk          | -                   | -                   |
| 1985-86 Dettagli | Kortrijk          | -                   | -                   |
| 1986-87 Dettagli | Asse-Lennik       | -                   | -                   |
| 1987-88 Dettagli | Asse-Lennik       | -                   | -                   |
| 1988-89 Dettagli | Roeselare         | -                   | -                   |
| 1989-90 Dettagli | Rembert Torhout   | -                   | -                   |
| 1990-91 Dettagli | Maaseik           | -                   | -                   |
| 1991-92 Dettagli | Zellik VB         | -                   | -                   |
| 1992-93 Dettagli | Zellik VB         | -                   | -                   |
| 1993-94 Dettagli | Zellik VB         | -                   | -                   |
| 1994-95 Dettagli | Maaseik           | -                   | -                   |
| 1995-96 Dettagli | Maaseik           | -                   | -                   |
| 1996-97 Dettagli | Maaseik           | -                   | -                   |
| 1997-98 Dettagli | Maaseik           | -                   | -                   |
| 1998-99 Dettagli | Maaseik           | -                   | -                   |
| 1999-00 Dettagli | Roeselare         | -                   | -                   |
| 2000-01 Dettagli | Maaseik           | -                   | -                   |
| 2001-02 Dettagli | Maaseik           | -                   | -                   |
| 2002-03 Dettagli | Maaseik           | -                   | -                   |
| 2003-04 Dettagli | Maaseik           | -                   | -                   |
| 2004-05 Dettagli | Roeselare         | -                   | -                   |
| 2005-06 Dettagli | Roeselare         | -                   | -                   |
| 2006-07 Dettagli | Roeselare         | Maaseik             | Menen               |
| 2007-08 Dettagli | Maaseik           | Roeselare           | Asse-Lennik         |
| 2008-09 Dettagli | Maaseik           | Roeselare           | Asse-Lennik         |
| 2009-10 Dettagli | Roeselare         | Maaseik             | Asse-Lennik         |
| 2010-11 Dettagli | Maaseik           | Asse-Lennik         | Roeselare           |
| 2011-12 Dettagli | Maaseik           | Asse-Lennik         | Topvolley Antwerpen |
| 2012-13 Dettagli | Roeselare         | Maaseik             | Menen               |
| 2013-14 Dettagli | Roeselare         | Topvolley Antwerpen | Maaseik             |
| 2014-15 Dettagli | Roeselare         | Asse-Lennik         | -                   |
| 2015-16 Dettagli | Roeselare         | Maaseik             | -                   |
| 2016-17 Dettagli | Roeselare         | Maaseik             | -                   |
| 2017-18 Dettagli | Maaseik           | Roeselare           | -                   |
| 2018-19 Dettagli | Maaseik           | Roeselare           | -                   |
| 2019-20 Dettagli | Non assegnata     | Non assegnata       | Non assegnata       |
| 2020-21 Dettagli | Roeselare         | Maaseik             | Menen               |
| 2021-22 Dettagli | Roeselare         | Menen               | Maaseik             |
| 2022-23 Dettagli | Roeselare         | Maaseik             | Haasrode Leuven     |
| 2023-24 Dettagli | Roeselare         | Maaseik             | Haasrode Leuven     |

## Palmarès
| Squadra           | Titolo | Edizione |
| ----------------- | ------ | --- |
| Maaseik           | 16     | 1990-91, 1994-95, 1995-96, 1996-97, 1997-98, 1998-99, 2000-01, 2001-02, 2002-03, 2003-04, 2007-08, 2008-09, 2010-11, 2011-12, 2017-18, 2018-19 |
| Roeselare         | 15     | 1988-89, 1999-00, 2004-05, 2005-06, 2006-07, 2009-10, 2012-13, 2013-14, 2014-15, 2015-16, 2016-17, 2020-21, 2021-22, 2022-23, 2023-24          |
| Brabo             | 11     | 1957-58, 1958-59, 1959-60, 1960-61, 1961-62, 1962-63, 1963-64, 1964-65, 1965-66, 1966-67, 1967-68                                              |
| Ixelles SC        | 7      | 1948-49, 1949-50, 1950-51, 1951-52, 1952-53, 1953-54, 1954-55                                                                                  |
| Kortrijk          | 7      | 1977-78, 1978-79, 1981-82, 1982-83, 1983-84, 1984-85, 1985-86                                                                                  |
| Rebels Lier       | 3      | 1970-71, 1971-72, 1973-74 |
| Turnhout          | 3      | 1974-75, 1975-76, 1976-77 |
| Zellik VB         | 3      | 1991-92, 1992-93, 1993-94 |
| Gendarmerie Ecole | 2      | 1946-47, 1947-48 |
| Spartacus         | 2      | 1955-56, 1956-57 |
| Genk              | 2      | 1968-69, 1980-81 |
| Rembert Torhout   | 2      | 1972-73, 1989-90 |
| Aalst             | 2      | 1986-87, 1987-88 |
| Léopold Club      | 1      | 1944-45 |
| ASUB Bruxelles    | 1      | 1945-46 |
| VC Anderlecht     | 1      | 1969-70 |
| Ruisbroek         | 1      | 1979-80 |